# Jane Friedmann
Pour les articles homonymes, voir Friedmann.
Jane Friedmann [je:n] (également Jane Friedmann Eriksson), née le 11 août 1931 à Stockholm (Suède), est une actrice suédoise.

## Biographie
Jane Friedmann passe une grande partie de son enfance à Göteborg. Elle collabore entre autres avec le Dramaten, le Göteborgs Stadsteater et le Stockholms Stadsteater. Elle participe à plus d'une centaine de représentations au Radioteatern, entre autres sous la direction d'Ingmar Bergman. Elle est également apparue dans plusieurs films et productions télévisuelles.

### Famille
Jane Friedmann est la fille des acteurs Semmy Friedmann (sv) et Wanda Rothgardt (sv). Elle a une fille, Anna Friedmann (1960-1981). À partir de 1982, elle a été mariée au réalisateur et traducteur Göran O. Eriksson (sv) jusqu'à sa mort, survenue en 1993.

## Filmographie partielle

### Au cinéma
- 1952 : Janne Vängman i farten (sv) de Gunnar Olsson
- 1954 : Simon syndaren (sv) de Gunnar Hellström
- 1955 : Vildfåglar (sv) d'Alf Sjöberg
- 1955 : Så tuktas kärleken (sv) de Kenne Fant
- 1964 : Aimer (Att älska) de Jörn Donner : Nora
- 1986 : Le Sacrifice (Offret) d'Andreï Tarkovski : voix
- 1979 : Stortjuven (sv) d'Ingegerd Hellner
- 1995 : Sommaren (sv) de Kristian Petri
- 1996 : Pinocchio (Pinocchios äventyr) de Steve Barron : Leona	(voix de Geneviève Bujold)
- 1999 : Sufflösen (sv) de Hilde Heier
- 2005 : Rubinbröllop (sv) de Joachim Siegård
- 2008 : Näsblod i öknen (sv)

### À la télévision
- 1978 : Restauranten (sv) (téléfilm) de Kjell Sundvall

## Récompenses et distinctions
- (en) Jane Friedmann: Awards, sur l'Internet Movie Database